# José Wilson Siqueira Campos
José Wilson Siqueira Campos (Crato, Ceará, 1 de agosto de 1928-– Palmas, Tocantins, 4 de julio de 2023) fue un político brasileño, afiliado al PSDB. Fue el primer gobernador del estado de Tocantins, cargo que volvió a ocupar en varias ocasiones. 

## Carrera política
En el 2006 se presentó a las elecciones a la gobernadoría. Consiguió el 46,84% de los votos, quedando por detrás del ganador, Marcelo Miranda.